# AFC Champions League 2009
La AFC Champions League 2009 è stata la ventottesima edizione della AFC Champions League, la massima competizione calcistica per club dell'Asia. La vincitrice della competizione è stata ammessa alla Coppa del mondo per club FIFA 2009.
La formula del torneo è stata radicalmente modificata a partire da questa edizione, richiamandosi alla formula e le modalità d'accesso della UEFA Champions League.
Alla competizione hanno partecipato in totale 35 squadre.

## Qualificazione

### Coefficiente Finale AFC
| Pos | Associazione Calcistica | Punti | Club | Posti a disposizione | Posti a disposizione | Posti a disposizione |
| Pos | Associazione Calcistica | Punti | Club | Fase a Gruppi        | Preliminari          | AFC Cup              |
| --- | ----------------------- | ----- | ---- | -------------------- | -------------------- | -------------------- |
| 1   | Giappone                | 470   | 18   | 4                    | 0                    | 0                    |
| 2   | Corea del Sud           | 441   | 14   | 4                    | 0                    | 0                    |
| 3   | Cina                    | 431   | 16   | 4                    | 0                    | 0                    |
| 4   | Arabia Saudita          | 365   | 12   | 4                    | 0                    | 0                    |
| 5   | UAE                     | 356   | 12   | 3                    | 1                    | 0                    |
| 6   | Australia               | 343   | 8    | 2                    | 0                    | 0                    |
| 7   | Iran                    | 340   | 18   | 4                    | 0                    | 0                    |
| 8   | Indonesia               | 296   | 18   | 1                    | 1                    | 0                    |
| 9   | Uzbekistan              | 289   | 16   | 2                    | 0                    | 1                    |
| 10  | Qatar                   | 270   | 10   | 2                    | 0                    | 0                    |
| 11  | Singapore               | 279   | 12   | 0                    | 1                    | 1                    |
| 12  | Thailandia              | 221   | 16   | 0                    | 1                    | 1                    |
| 13  | India                   | 202   | 10   | 0                    | 1                    | 1                    |
| 14  | Vietnam                 | 191   | 14   | 0                    | 0                    | 2                    |

|  | Asia Orientale         |
|  | Asia Occidentale       |
|  | Rispetta i criteri     |
|  | Non rispetta i criteri |

### Partecipanti per nazione
Schema delle squadre qualificate per ciascun paese alla AFC Champions League 2009:
Preliminari(5 squadre)
- Emirati Arabi Uniti,  Indonesia,  Singapore,  Thailandia,  India (1 squadra a testa).

Fase a Gruppi(32 squadre)
- 2 qualificate dai turni preliminari
- 4 squadre qualificate:  Giappone,  Cina,  Iran,  Corea del Sud,  Arabia Saudita.
- 3 squadre qualificate:  Emirati Arabi Uniti.
- 2 squadre qualificate:  Australia,  Uzbekistan,  Qatar.
- 1 squadra qualificata:  Indonesia.

Le seguenti squadre si sono qualificate per i preliminati ma sono state escluse poiché i rispettivi campionati non rispettano i criteri stabiliti dall'AFC per la partecipazione alla Champions League:
| Squadra    | Metodo di Qualificazione     |
| ---------- | ---------------------------- |
| Binh Duong | Campione della V-League 2008 |
| Muharraq   | Vincitore AFC Cup 2008       |
| Safa       | Vicecampione AFC Cup 2008    |

### Preliminari
| Asia Occidentale | Asia Occidentale | Asia Occidentale |
| Squadra #1       | Risultato        | Squadra #2       |
| ---------------- | ---------------- | ---------------- |
| Sharjah          | 3 - 0            | Dempo            |

| Asia Orientale                   | Asia Orientale | Asia Orientale         |
| Squadra #1                       | Risultato.     | Squadra #2             |
| -------------------------------- | -------------- | ---------------------- |
| Semifinale                       |                |                        |
| Provincial Electricity Authority | 1 - 4 (dts)    | Singapore Armed Forces |
| Finale                           |                |                        |
| Singapore Armed Forces           | 2 - 1 (dts)    | PSMS Medan             |

## Fase a gruppi

### Gruppo A
| Team               | Pld | W | D | L | GF | GA | GD | Pts |
| ------------------ | --- | - | - | - | -- | -- | -- | --- |
| Al-Hilal           | 6   | 4 | 2 | 0 | 10 | 4  | +6 | 14  |
| Pakhtakor Tashkent | 6   | 4 | 1 | 1 | 9  | 5  | +4 | 13  |
| Saba Battery       | 6   | 1 | 2 | 3 | 7  | 9  | −2 | 5   |
| Al-Ahli            | 6   | 0 | 1 | 5 | 6  | 14 | −8 | 1   |

|              | HIL | AHL | PAK | SAB |
| ------------ | --- | --- | --- | --- |
| Al-Hilal     |     | 2–1 | 2–0 | 1–1 |
| Al-Ahli      | 1–3 |     | 1–2 | 3–5 |
| Pakhtakor    | 1–1 | 2–0 |     | 2–1 |
| Saba Battery | 0–1 | 0–0 | 0–2 |     |

### Gruppo B
| Squadra    | PG | V | N | P | GF | GS | DR | Pt |
| ---------- | -- | - | - | - | -- | -- | -- | -- |
| Persepolis | 4  | 2 | 1 | 1 | 5  | 6  | −1 | 7  |
| Al-Shabab  | 4  | 2 | 1 | 1 | 4  | 2  | +2 | 7  |
| Al-Gharafa | 4  | 1 | 0 | 3 | 7  | 7  | −1 | 3  |
| Sharjah    | 4  | 0 | 0 | 4 | -  | -  | -  | 0  |

|            | GHA | SHB | PRS |
| ---------- | --- | --- | --- |
| Al-Gharafa |     | 1–3 | 5–1 |
| Al-Shabab  | 1–0 |     | 0–0 |
| Persepolis | 3–1 | 1–0 |     |

 Sharjah esclusa dalla manifestazione con due gare ancora da disputare. Tutti i risultati riguardanti questa squadra sono stati considerati nulli.

### Gruppo C
| Squadra    | PG | V | N | S | GF | GS | DR  | Pt |
| ---------- | -- | - | - | - | -- | -- | --- | -- |
| Al-Ittihad | 6  | 3 | 3 | 0 | 14 | 4  | +10 | 12 |
| Umm-Salal  | 6  | 2 | 2 | 2 | 6  | 13 | -7  | 8  |
| Al-Jazira  | 6  | 0 | 5 | 1 | 6  | 7  | −1  | 5  |
| Esteghlal  | 6  | 0 | 4 | 2 | 6  | 8  | −2  | 4  |

|            | ITT | JAZ | EST | UMS |
| ---------- | --- | --- | --- | --- |
| Al-Ittihad |     | 1–1 | 2–1 | 7–0 |
| Al-Jazira  | 0–0 |     | 2–2 | 0–1 |
| Esteghlal  | 1–1 | 1–1 |     | 1–1 |
| Umm-Salal  | 1–3 | 2–2 | 1–0 |     |

### Gruppo D
| Squadra            | PG | V | N | P | GF | GS | DR | Pt |
| ------------------ | -- | - | - | - | -- | -- | -- | -- |
| Al-Ettifaq         | 6  | 4 | 0 | 2 | 15 | 8  | +7 | 12 |
| Bunyodkor          | 6  | 2 | 2 | 2 | 5  | 9  | −4 | 8  |
| Sepahan            | 6  | 2 | 1 | 3 | 9  | 7  | +2 | 7  |
| Al-Shabab Al-Arabi | 6  | 2 | 1 | 3 | 6  | 11 | −5 | 7  |

|            | ETT | SHB | BUN | SEP |
| ---------- | --- | --- | --- | --- |
| Al-Ettifaq |     | 4–1 | 4–0 | 2–1 |
| Al-Shabab  | 1–4 |     | 2–0 | 2–1 |
| Bunyodkor  | 2–1 | 0–0 |     | 2–2 |
| Sepahan    | 3–0 | 2–0 | 0–1 |     |

### Gruppo E
| Squadra                | PG | V | N | S | GF | GS | DR | Pt |
| ---------------------- | -- | - | - | - | -- | -- | -- | -- |
| Nagoya Grampus         | 6  | 3 | 3 | 0 | 10 | 4  | +6 | 12 |
| Newcastle Jets         | 6  | 3 | 1 | 2 | 6  | 5  | +1 | 10 |
| Ulsan Hyundai Horang-i | 6  | 2 | 0 | 4 | 4  | 10 | −6 | 6  |
| Beijing Guoan          | 6  | 1 | 2 | 3 | 4  | 5  | −1 | 5  |

|                | BEI | NAG | NEW | ULS |
| -------------- | --- | --- | --- | --- |
| Beijing Guoan  |     | 1–1 | 2–0 | 0–1 |
| Nagoya Grampus | 0–0 |     | 1–1 | 4–1 |
| Newcastle Jets | 2–1 | 0–1 |     | 2–0 |
| Ulsan Horang-i | 1–0 | 1–3 | 0–1 |     |

### Gruppo F
| Squadra         | PG | V | N | P | GF | GS | DR  | Pt |
| --------------- | -- | - | - | - | -- | -- | --- | -- |
| Gamba Osaka     | 6  | 5 | 0 | 1 | 17 | 4  | +13 | 15 |
| Seoul           | 6  | 3 | 1 | 2 | 14 | 11 | +3  | 10 |
| Shandong Luneng | 6  | 2 | 1 | 3 | 10 | 9  | +1  | 7  |
| Sriwijaya       | 6  | 1 | 0 | 5 | 7  | 24 | −17 | 3  |

|                 | OSA | SEO | SHA | SRI |
| --------------- | --- | --- | --- | --- |
| Gamba Osaka     |     | 1–2 | 3–0 | 5–0 |
| FC Seoul        | 2–4 |     | 1–1 | 5–1 |
| Shandong Luneng | 0–1 | 2–0 |     | 5–0 |
| Sriwijaya       | 0–3 | 2–4 | 4–2 |     |

### Gruppo G
| Squadra                | PG | V | N | P | GF | GS | DR  | Pt |
| ---------------------- | -- | - | - | - | -- | -- | --- | -- |
| Kashima Antlers        | 6  | 4 | 1 | 1 | 16 | 6  | +10 | 13 |
| Suwon Bluewings        | 6  | 4 | 0 | 2 | 12 | 8  | +4  | 12 |
| Shanghai Shenhua       | 6  | 2 | 2 | 2 | 9  | 8  | +1  | 8  |
| Singapore Armed Forces | 6  | 0 | 1 | 5 | 4  | 19 | −15 | 1  |

|                  | KAS | SAF | SHA | SUW |
| ---------------- | --- | --- | --- | --- |
| Kashima Antlers  |     | 5–0 | 2–0 | 3–0 |
| Singapore A. F.  | 1–4 |     | 1–1 | 0–2 |
| Shanghai Shenhua | 1–1 | 4–1 |     | 2–1 |
| Suwon Bluewings  | 4–1 | 3–1 | 2–1 |     |

### Gruppo H
| Squadra                | PG | V | N | P | GF | GS | DR | Pt |
| ---------------------- | -- | - | - | - | -- | -- | -- | -- |
| Pohang Steelers        | 6  | 3 | 3 | 0 | 7  | 3  | +4 | 12 |
| Kawasaki Frontale      | 6  | 3 | 1 | 2 | 10 | 7  | +3 | 10 |
| Tianjin Teda           | 6  | 2 | 2 | 2 | 6  | 5  | +1 | 8  |
| Central Coast Mariners | 6  | 0 | 2 | 4 | 5  | 13 | −8 | 2  |

|                   | CCM | KAW | POH | TIA |
| ----------------- | --- | --- | --- | --- |
| CC Mariners       |     | 0–5 | 0–0 | 0–1 |
| Kawasaki Frontale | 2–1 |     | 0–2 | 1–0 |
| Pohang Steelers   | 3–2 | 1–1 |     | 1–0 |
| Tianjin Teda      | 2–2 | 3–1 | 0–0 |     |

## Ottavi di finale
| Squadra 1        | Risultato         | Squadra 2          |
| Asia Occidentale | Asia Occidentale  | Asia Occidentale   |
| ---------------- | ----------------- | ------------------ |
| Al-Hilal         | 0 - 0 (3 - 4 dcr) | Umm-Salal          |
| Persepolis       | 0 - 1             | Bunyodkor          |
| Al-Ittihad       | 2 - 1             | Al-Shabab          |
| Al-Ettifaq       | 1 - 2             | Pakhtakor Tashkent |
| Asia Orientale   |                   |                    |
| Nagoya Grampus   | 2 - 1             | Suwon Bluewings    |
| Gamba Osaka      | 2 - 3             | Kawasaki Frontale  |
| Kashima Antlers  | 2 - 2 (4 - 5 dcr) | FC Seoul           |
| Pohang Steelers  | 6 - 0             | Newcastle Jets     |

## Quarti di finale
Il sorteggio dei quarti di finale si è svolto a Kuala Lumpur in Malaysia il 29 giugno 2009. Le gare di andata si sono svolte tra il 23 e il 24 settembre, quelle di ritorno il 30 settembre 2009.
| Squadra 1          | Totale | Squadra 2       | Andata | Ritorno   |
| ------------------ | ------ | --------------- | ------ | --------- |
| Umm-Salal          | 4 - 3  | FC Seoul        | 3-2    | 1-1       |
| Kawasaki Frontale  | 3 - 4  | Nagoya Grampus  | 2-1    | 1-3       |
| Bunyodkor          | 4 - 5  | Pohang Steelers | 3-1    | 1-4 (dts) |
| Pakhtakor Tashkent | 1 - 5  | Al-Ittihad      | 1-1    | 0-4       |

## Semifinali
| Arbitro: | Abdullah Al-Hilali |

|                                      |           |  |
| Hwang Jae-Won 45+2’ Kim Jae-Sung 79’ | Marcatori |  |

| Arbitro: | Ali Al-Badwawi |

|                                                                    |           |                             |
| Ahmed Hadid 24’ Noor 65’, 76’, 90+1’ Leguizamón 83’ Chermiti 90+3’ | Marcatori | 14’ Kennedy 33’ N. Nakamura |

| Arbitro: | Masoud Moradi |

|              |           |                           |
| Sugimoto 67’ | Marcatori | 43’ Al-Saqri 59’ Chermiti |

| Arbitro: | Abdul Malik Bashir |

|               |           |                              |
| N'Diaye 90+3’ | Marcatori | 55’ Stevo 60’ Noh Byung-Joon |

## Finale
La finale si è disputata il 7 novembre al National Stadium di Tokyo
| Arbitro: | Matthew Breeze |

|          |           |                                    |
| Noor 74’ | Marcatori | 57’ Noh Byung-jun 66’ Kim Hyung-il |

## Classifica Marcatori
| # | Giocatore            | Squadra               | Reti |
| - | -------------------- | --------------------- | ---- |
| 1 | Leandro              | Gamba Osaka           | 10   |
| 2 | Prince Tagoe         | Al-Ettifaq            | 8    |
| 3 | Denilson             | Pohang Steelers       | 7    |
| 4 | Nasser Al-Shamrani   | Al-Shabab             | 6    |
| 5 | Araújo               | Al-Gharafa            | 5    |
| 5 | Zaynitdin Tadjiyev   | FC Pakhtakor Tashkent | 5    |
| 5 | Renatinho            | Kawasaki Frontale     | 5    |
| 5 | Dejan Damjanović     | FC Seoul              | 5    |
| 5 | Hicham Aboucherouane | Al-Ittihad            | 5    |
| 5 | Yoshizumi Ogawa      | Nagoya Grampus        | 5    |
| 5 | Mohammed Noor        | Al-Ittihad            | 5    |